# 올림픽 농구
올림픽 농구는 올림픽에서 농구로 경기를 겨루는 올림픽 경기 종목이다. 하계 올림픽 농구는 1936년부터 꾸준히 남성을 위한 스포츠였다. 메달 스포츠로 포함되기 전에 농구는 1904년과 1924년에 비공식 시범 종목으로 열렸다. 여자 농구는 1976년 하계 올림픽에서 데뷔했다. FIBA IOC가 승인한 남자 및 여자 FIBA 세계 올림픽 예선 토너먼트와 하계 올림픽 농구 토너먼트를 모두 조직한다.
미국은 올림픽 농구에서 단연 가장 성공적인 국가이다. 미국 남자 팀은 1936년부터 1968년까지 7회 연속 우승을 포함하여 참가한 19개 토너먼트 중 16회 우승했다. 미국 여자 팀은 역대 8회 우승을 차지했다. 1996년부터 2020년까지 7회 연속 토너먼트를 포함하여 10개의 토너먼트에 참가했다. 미국 외에 아르헨티나는 남자 토너먼트 또는 여자 토너먼트에서 우승한 유일한 국가이다. 소련, 유고슬라비아, 통일팀은 토너먼트에서 우승한 더 이상 존재하지 않는 국가이다. 미국은 남자 토너먼트와 여자 토너먼트 모두에서 디펜딩 챔피언이다.
2017년 6월 9일, 국제 올림픽 위원회(IOC) 집행위원회는 3x3 농구가 2020년 일본 도쿄 하계 올림픽부터 남성과 여성 모두를 위한 공식 올림픽 스포츠가 될 것이라고 발표했다.

## 메달 집계
| 순위 | 국가           | 금메달 | 은메달 | 동메달 | 합계 |
| ---- | -------------- | ------ | ------ | ------ | ---- |
| 1    | 미국           | 23     | 2      | 3      | 28   |
| 2    | 소련           | 4      | 4      | 4      | 12   |
| 3    | 유고슬라비아   | 1      | 5      | 2      | 8    |
| 4    | 아르헨티나     | 1      | 0      | 1      | 2    |
| 5    | 연합           | 1      | 0      | 0      | 1    |
| 6    | 오스트레일리아 | 0      | 3      | 1      | 4    |
| 7    | 스페인         | 0      | 2      | 0      | 2    |
| 7    | 이탈리아       | 0      | 2      | 0      | 2    |
| 7    | 프랑스         | 0      | 2      | 0      | 2    |
| 10   | 브라질         | 0      | 1      | 4      | 5    |
| 11   | 불가리아       | 0      | 1      | 1      | 2    |
| 11   | 중화인민공화국 | 0      | 1      | 1      | 2    |
| 13   | 대한민국       | 0      | 1      | 0      | 1    |
| 13   | 크로아티아     | 0      | 1      | 0      | 1    |
| 13   | 캐나다         | 0      | 1      | 0      | 1    |
| 16   | 리투아니아     | 0      | 0      | 3      | 3    |
| 17   | 러시아         | 0      | 0      | 2      | 2    |
| 17   | 우루과이       | 0      | 0      | 2      | 2    |
| 19   | 멕시코         | 0      | 0      | 1      | 1    |
| 19   | 쿠바           | 0      | 0      | 1      | 1    |
| 합계 | 합계           | 26     | 26     | 26     | 78   |

## 메달리스트

### 남자
| 종목                       | 금           | 은           | 동           |
| -------------------------- | ------------ | ------------ | ------------ |
| 1936 독일 베를린           | 미국         | 캐나다       | 멕시코       |
| 1948 영국 런던             | 미국         | 프랑스       | 브라질       |
| 1952 핀란드 헬싱키         | 미국         | 소련         | 우루과이     |
| 1956 오스트레일리아 멜버른 | 미국         | 소련         | 우루과이     |
| 1960 이탈리아 로마         | 미국         | 소련         | 브라질       |
| 1964 일본 도쿄             | 미국         | 소련         | 우루과이     |
| 1968 멕시코 멕시코시티     | 미국         | 유고슬라비아 | 소련         |
| 1972 서독 뮌헨             | 소련         | 미국         | 쿠바         |
| 1976 캐나다 몬트리올       | 미국         | 유고슬라비아 | 소련         |
| 1980 소련 모스크바         | 유고슬라비아 | 이탈리아     | 소련         |
| 1984 미국 로스엔젤레스     | 미국         | 스페인       | 유고슬라비아 |
| 1988 대한민국 서울         | 소련         | 유고슬라비아 | 미국         |
| 1992 스페인 바르셀로나     | 미국         | 크로아티아   | 리투아니아   |
| 1996 미국 애틀랜타         | 미국         | 유고슬라비아 | 리투아니아   |
| 2000 오스트레일리아 시드니 | 미국         | 프랑스       | 리투아니아   |
| 2004 그리스 아테네         | 아르헨티나   | 이탈리아     | 미국         |
| 2008 중국 베이징           | 미국         | 스페인       | 아르헨티나   |
| 2012 영국 런던             | 미국         | 스페인       | 러시아       |
| 2016 브라질 리우데자네이루 | 미국         | 세르비아     | 스페인       |

### 여자
| 종목                       | 금   | 은             | 동             |
| -------------------------- | ---- | -------------- | -------------- |
| 1976 캐나다 몬트리올       | 소련 | 미국           | 불가리아       |
| 1980 소련 모스크바         | 소련 | 불가리아       | 유고슬라비아   |
| 1984 미국 로스엔젤레스     | 미국 | 대한민국       | 중화인민공화국 |
| 1988 대한민국 서울         | 미국 | 유고슬라비아   | 소련           |
| 1992 스페인 바르셀로나     | 연합 | 중화인민공화국 | 미국           |
| 1996 미국 애틀랜타         | 미국 | 브라질         | 오스트레일리아 |
| 2000 오스트레일리아 시드니 | 미국 | 오스트레일리아 | 브라질         |
| 2004 그리스 아테네         | 미국 | 오스트레일리아 | 러시아         |
| 2008 중국 베이징           | 미국 | 오스트레일리아 | 러시아         |
| 2012 영국 런던             | 미국 | 프랑스         | 오스트레일리아 |
| 2016 브라질 리우데자네이루 | 미국 | 스페인         | 세르비아       |
| 2020 일본 도쿄             | 미국 | 프랑스         | 오스트레일리아 |
| 2024 프랑스 파리           | 미국 | 프랑스         | 세르비아       |

## 세부 종목
| 종목 | 04 | 36 | 48 | 52 | 56 | 60 | 64 | 68 | 72 | 76 | 80 | 84 | 88 | 92 | 96 | 00 | 04 | 08 | 12 | 16 | 20 | 24 | 계 |
| ---- | -- | -- | -- | -- | -- | -- | -- | -- | -- | -- | -- | -- | -- | -- | -- | -- | -- | -- | -- | -- | -- | -- | -- |
| 남자 | •  | •  | •  | •  | •  | •  | •  | •  | •  | •  | •  | •  | •  | •  | •  | •  | •  | •  | •  | •  | •  | •  | 21 |
| 여자 |    |    |    |    |    |    |    |    |    | •  | •  | •  | •  | •  | •  | •  | •  | •  | •  | •  | •  | •  | 13 |
| 합계 |    | 1  | 1  | 1  | 1  | 1  | 1  | 1  | 1  | 2  | 2  | 2  | 2  | 2  | 2  | 2  | 2  | 2  | 2  | 2  | 2  | 2  |    |

## 같이 보기
- 올림픽 3x3 농구
- 아시안 게임 농구
- 패럴림픽 휠체어 농구

## 참고 자료
- “농구”. SR/Olympic Games. 2008년 8월 19일에 원본 문서에서 보존된 문서. 2011년 11월 5일에 확인함.
- “농구”. 국제 올림픽 위원회.